# (35885) 1999 JO79
1999 JO79 (asteroide 35885) é um asteroide da cintura principal. Possui uma excentricidade de 0.17418260 e uma inclinação de 1.92986º.
Este asteroide foi descoberto no dia 13 de maio de 1999 por LINEAR em Socorro.